# Banyuwangi Blimbingsari Airport
Banyuwangi Blimbingsari Airport (indonesiska: Bandara Banyuwangi Blimbingsari) är en flygplats i Indonesien.   Den ligger i provinsen Jawa Timur, i den sydvästra delen av landet, 900 km öster om huvudstaden Jakarta. Banyuwangi Blimbingsari Airport ligger 27 meter över havet.
Terrängen runt Banyuwangi Blimbingsari Airport är huvudsakligen platt, men åt nordväst är den kuperad. Havet är nära Banyuwangi Blimbingsari Airport österut. Närmaste större samhälle är Banyuwangi, 8,8 km norr om Banyuwangi Blimbingsari Airport. Omgivningarna runt Banyuwangi Blimbingsari Airport är en mosaik av jordbruksmark och naturlig växtlighet.